# Angèle Albrecht
Angèle Albrecht (Friburgo de Brisgovia, Alemania, 12 de diciembre de 1942 - Múnich, 1 de agosto de 2000) fue una bailarina alemana, durante muchos años la primera bailarina en la compañía de Maurice Bejart.
Estudia ballet en la Escuela del Ballet Real de Londres. En 1960 ingresa en Mannhein Ballet y un año después pasa a formar parte del cuerpo estable del Hamburg State Opera. En 1967 ingresa al Ballet du XXe Siècle, dirigido por Maurice Bejart, en donde rápidamente asciende a Primera Bailarina.